# Lawrence Lessig
Lawrence Lessig (Rapid City, 3 juni 1961) is een Amerikaanse rechtsgeleerde. Hij is hoogleraar in de rechten aan de Universiteit van Stanford.
Lessig is vooral bekend als een van de meest prominente voorvechters van een losser beleid op het gebied van het auteursrecht, specifiek bij digitale media en het internet. Hij is de oprichter van Creative Commons (2001) en een van de geestelijke vaders van de Free Culture beweging, waar hij de standpunten van verwoordde in zijn boek Free Culture.
In zijn jongere jaren hield Lessig er een andere mening op na: hij had sterk conservatieve standpunten en was zelfs een tijd van plan een politieke carrière in de Amerikaanse Republikeinse Partij te gaan maken, maar door een verblijf in het Engelse Cambridge veranderde hij van gedachten.
In 2002 ontving hij een prijs van de Free Software Foundation; later werd hij ook lid van de raad van bestuur van deze organisatie.

## Beperkingen internet
In 2008 vertelde Lessig tijdens Fortune's Brainstorm Tech-conferentie in Half Moon Bay, dat hij vreest voor beperkingen van de vrijheid op internet. Hij acht het mogelijk, dat een 9-11-achtige gebeurtenis op het internet (bijvoorbeeld een massale virus-aanval) de Amerikaanse regering de gelegenheid biedt een Patriot Act voor cyberspace in te voeren, een iPatriot Act. Volgens Lessig heeft voormalig antiterrorisme-adviseur van de Amerikaanse regering Richard Clarke hem laten weten, dat zo'n equivalent van de Patriot Act al klaar ligt en dat het Justice Department wacht op een cyber-terroristische aanslag om de wet te implementeren.